# Christopher Ryan
Christopher Neil Ryan, född 18 mars 1990, är en svensk basketspelare i LF Basket Norrbotten (f.d. Plannja Basket), där han spelar guard.